# Carpetanos
Los carpetanos, también denominados carpesios, fueron una de las tribus prerromanas que habitaban la península ibérica. Se incluyen dentro de los pueblos de filiación céltica o indoeuropea que poblaron el centro, norte y oeste peninsulares, ubicándose concretamente en la Meseta Sur, un área con sustrato mayoritariamente indoeuropeo. Su situación cerca de los territorios íberos posibilitó que recibieran influencias culturales de estos, lo que ha llevado a la historiografía a polémicas sobre su adscripción.
Fueron un pueblo relativamente próspero que aprovechó las posibilidades agrícolas de su territorio y las oportunidades de comercio que ofrecía su situación geográfica. Con una estructura política descentralizada, se considera que no existieron grandes diferencias sociales en el seno de su sociedad, ya que no se han encontrado enterramientos suntuosos que lo indicasen ni tampoco son conocidas actuaciones suyas como mercenarios o razias de saqueo sobre sus vecinos, algo de lo que sí fueron protagonistas las capas más desfavorecidas de otras tribus prerromanas.

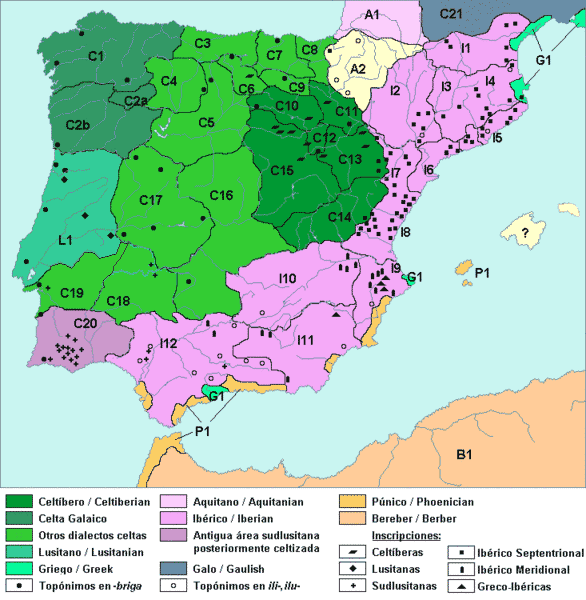
Familias lingüísticas de la península ibérica antes de la romanización
C1: Galaicos / C2b: Brácaros / C3: Cántabros / C4: Astures / C5: Vacceos / C6: Turmogos / C7: Autrigones-Caristios / C8: Várdulos / C9: Berones / C10: Pelendones / C11: Belos / C12: Lusones / C13: Titos / C14: Olcades / C15: Arévacos / C16: Carpetanos / C17: Vetones / C18-C19: Célticos / C20: Conios / L1: Lusitanos / I1: Ceretanos / I2: Ilergetes / I3: Lacetanos / I4: Indigetes / I5: Layetanos / I6: Ilercavones / I7: Sedetanos / I8: Edetanos / I9: Contestanos / I10: Oretanos / I11: Bastetanos / I12: Turdetanos / G21: Galos / G1: Griegos / P1: Fenicios/Cartagineses / B1: Bereberes.

No dieron grandes líderes como Istolacio, Indíbil o Viriato, ni fueron protagonistas de sucesos como Numancia o Sagunto, por lo que fueron algo olvidados por la historiografía tradicional española.
Sufrieron un gran desgaste en su lucha contra los cartagineses, lo que debilitó posteriormente sus posibilidades de resistencia frente los romanos, contra los que lucharon ayudados —o quizás dirigidos— por sus vecinos vetones y celtíberos. Acabaron por integrarse en el 179 a. C. como aliados en la Hispania romana de una manera pragmática; esto se deduce del hecho de que no se ha encontrado en las fuentes material acerca de rebeliones posteriores en su territorio, antes bien, estas recogieron información sobre las razias de los cercanos lusitanos o los ataques de las tropas de Quinto Sertorio que sufrieron los carpetanos.

## Etnogénesis
A lo largo del primer milenio a. C. se dio en la península ibérica un complejo proceso de etnogénesis con la formación de los diferentes pueblos prerromanos que, a grandes rasgos, se diferencian en tres grupos:
a) Los turdetanos e íberos, que se extienden por la franja abierta al mar Mediterráneo.
b) Los vascones y otros pueblos afines de filiación no indoeuropea, que ocuparon zonas junto a los Pirineos.
c) Los pueblos indoeuropeos, resultado de una invasión muy antigua —en una época en que los dialectos occidentales no se habían diferenciado todavía— y que acabarían evolucionando con un desarrollo dispar que iría desde los más arcaicos como lusitanos y astures hasta los más desarrollados celtíberos.

Extensión de la cultura Cogotas I durante la Edad del Bronce final. Los elementos culturales y lingüísticos de esta cultura la caracterizaban como “protocelta”.

Los carpetanos formarían parte del grupo indoeuropeo o «protocéltico». Las raíces de la formación de este pueblo se sumergen en la cultura de Cogotas I, que representa la Edad del Bronce final en una extensa área peninsular entre la que se encuentra la zona donde habitaron los carpetanos. Esta cultura de Cogotas I se prolonga hasta finales del siglo VIII a. C. y ofrece características que la relacionan con un sistema cultural indoeuropeo arcaico. En el área carpetana se dan asentamientos tanto en cerro como en llano, caracterizados ambos por la falta de arquitectura en duro y asociados a un carácter estacional con alta movilidad de la población.
Sobre este sustrato protocéltico se daría una evolución a partir del siglo VIII a. C. en la que se fue generalizando el castro, con poblados de viviendas circulares, cerrados y situados en alto para controlar y defender un pequeño territorio sobre la base de una mayor estabilidad de la población. Esta evolución, debida probablemente a una creciente inestabilidad, generaría también una estructura social basada en una incipiente jerarquización con élites guerreras.
A partir del siglo VI a. C. se desarrolló la cultura celtibérica en las altas tierras del sistema Ibérico y de la Meseta Oriental, caracterizada principalmente por la adopción del hierro para el armamento y por la aparición de una estructura social gentilicia, menos rica, pero semejante a la que aparece en Europa Central, norte de Italia y sur de Francia. El urbanismo evolucionó con la paulatina aparición de grandes castros, algunos de los cuales acabarían convirtiéndose en los grandes oppida que encontraron cartagineses y romanos. En estos nuevos poblados se dio una sustitución de las anteriores viviendas circulares por rectangulares, cuyos muros posteriores forman parte de la muralla defensiva.

Distribución de los pueblos celtas:
Territorio central Hallstatt, en el siglo VI a. C.
Máxima expansión celta, en el siglo III a. C.
Área Lusitana de Iberia, donde la presencia Celta está demostrada.
Las seis "naciones celtas" que retuvieron las lenguas celtas en la edad moderna.
Áreas donde las lenguas celtas tienen presencia generalizada actualmente.

Sobre el origen de esta cultura celtibérica existen dos hipótesis: la «invasionista», que la fundamenta en la invasión de grupos humanos de tipo hallstáttico que traerían consigo estos elementos culturales, y otra concepción alternativa «evolucionista» que, aunque no excluye el movimiento de gente, basa la aparición de esta cultura en una evolución y aculturación local con la adopción de los elementos comunes por contactos e intercambios.
Esta cultura celtibérica se extendería paulatinamente desde su zona nuclear hacia occidente por la Meseta hasta llegar al Atlántico, provocando una celtización del substrato protocéltico preexistente —dentro del que se incluirían los carpetanos— que quedaría fragmentado y absorbido por esta nueva cultura plenamente celta, identificada como tal por las fuentes clásicas.
En una última fase, a partir del siglo IV a. C., los carpetanos recibieron influencias culturales de las zonas pobladas por los íberos situadas al sur de su territorio, adoptando mejoras tecnológicas tales como el torno de alfarero, la molienda de cereales, el horno de tiro variable o la siderurgia; innovaciones que conllevarían una mayor especialización social y acentuarían la jerarquización preexistente.
Expresándolo de una manera resumida y simplificada, los carpetanos serían el resultado de la evolución de un grupo de la población indoeuropea o protocéltica peninsular que alcanzaría un grado intermedio de celtización y que adoptaría elementos culturales de las zonas íberas.
Desde finales de los años 90 parte de la historiografía ha puesto en duda el carácter de grupo étnico de los carpetanos, llegando, en sus postulados más extremos, a afirmar que los carpetanos serían una «construcción artificial creada por Roma durante la conquista de la Península». Sin embargo, parte de los estudios más recientes rechazan estas teorías ya que consideran que las categorías con las que los romanos interpretaban las realidades indígenas tenían ciertas reglas y fundamentos y sucesos como la decisión colectiva de los 3000 guerreros carpetanos del ejército de Aníbal de abandonarle al conocer el objetivo final de la campaña denotan un grupo étnico destacado y de acusada personalidad que se reconocía como tal y tenía una base territorial. Además de esto, según nos han transmitido las fuentes clásicas, la actitud de los carpetanos durante los diferentes sucesos históricos en los que se vieron envueltos o sucedieron junto a ellos —ataque cartaginés, segunda guerra púnica, conquista romana, guerras lusitanas, guerras celtíberas y guerras sertorianas— fue siempre homogénea en todas las poblaciones que se citan de su territorio.

## Hábitat humano

### Localización y territorio

Territorio de los carpetanos marcado sobre la actual división provincial. Las poblaciones indicadas son las históricas, es decir, aquellas para las que nos es conocido su nombre por las fuentes clásicas escritas durante el periodo romano y que, por tanto, incluyen poblaciones surgidas tras la conquista como Mantua (la actual Villamanta) cuyo poblamiento se inició en el siglo II d.C.

El territorio de los carpetanos se localizó en la zona central de la península ibérica, principalmente en la planicie atravesada por el curso medio del río Tajo y sus afluentes centrales en un territorio que comprende parte de las actuales provincias españolas de Madrid, Toledo, Guadalajara, Cuenca y en menor medida Ciudad Real. Estrabón y Plinio indicaron que los carpetanos habitaban junto al Tajo limitando al norte con los vacceos, al sur con los oretanos, al oeste con los vetones y al noreste con la tribu celtíbera de los arévacos. El estudio de estas tribus vecinas con sus límites territoriales y características culturales, la localización de las poblaciones citadas por las fuentes clásicas así como la arqueología, han permitido mejorar de manera importante la delimitación del territorio carpetano para el que actualmente se pueden considerar los siguientes límites:
- Norte: lo establecería la barrera natural que forman las sierras de Gredos y Guadarrama al otro lado de la cual habitaban los vacceos y arévacos[32]

- Este: atravesaría el valle del río Henares entre Alcalá de Henares (Complutum) y Sigüenza (Segontia)[32] probablemente cerca de Hita (la Caesada arévaca[33]) y Trillo (la Thermida carpetana[34]). Este límite continuaría hacia el sur dejando a Alcocer (Ercávica[35]) en territorio celtíbero y a Villas Viejas, pedanía de Huete (Contrebia Carbica[36]) en el carpetano,[37] siguiendo en las inmediaciones del río Záncara hasta que este gira hacia el oeste. Este límite oriental es el más difícil de precisar, por la presencia junto a él de los olcades, uno de los pueblos prerromanos menos conocidos, y por las consecuencias de la expansión de los vecinos celtíberos.[31]

- Sur: seguiría cerca del Záncara al sur de Campo de Criptana y Alcázar de San Juan (en cuyas inmediaciones se situarían las carpetanas Alce y Cértima[38]) así como Consuegra (Consabura[39]) hasta llegar a los Montes de Toledo continuando por la vertiente sur de estos dejando en territorio carpetano a Navas de Estena donde se ha atestiguado una gentilidad carpetana[40] hasta llegar a La Nava de Ricomalillo donde se ha documentado la epigrafía de un Toletanus.[41] Este límite meridional ha sido a veces mal trazado por el hecho de que Ptolomeo incluyó a Laminio (la actual Alhambra, situada más al sur) entre las ciudades carpetanas, algo que hoy en día se considera un error de este autor clásico.[42]

- Oeste: lo formaría el límite con los vetones, el cual se ha ido perfilando en base sus elementos culturales como los verracos y datos epigráficos de época romana en una línea que, recorriendo de norte a sur desde la zona alta del río Alberche hasta la zona del río Pusa, dejaría a Talavera de la Reina (Caesarobriga[43]) en su territorio y a Toledo (Toletum[44]) en territorio carpetano.[45]

Las fuentes clásicas nos han transmitido el nombre de un buen número de sus poblaciones, principalmente aquellas situadas junto a las vías de comunicación más importantes o que fueron protagonistas de algún suceso bélico. Estas poblaciones son citadas en diferentes contextos: relatos sobre la conquista romana, guerras lusitanas y guerras sertorianas de Tito Livio, Plutarco, Frontino y Orosio; obras geográficas de Ptolomeo y Plinio, y en las descripciones de las vías romanas como el Itinerario de Antonino o el Anónimo de Rávena.
| Nombre            | Fuentes clásicas                                            | Nombre           | Fuentes clásicas                                                        |
| ----------------- | ----------------------------------------------------------- | ---------------- | ----------------------------------------------------------------------- |
| Alce              | Tito Livio, Itinerario de Antonino                          | Ispinum          | Ptolomeo                                                                |
| Alternia          | Ptolomeo                                                    | Mantua           | Ptolomeo                                                                |
| Aebura / Libora   | Tito Livio, Ptolomeo                                        | Metercosa        | Ptolomeo                                                                |
| Arriaca           | Itinerario de Antonino, Anónimo de Ravena                   | Miaccum          | Itinerario de Antonino                                                  |
| Barnacis          | Ptolomeo                                                    | Paterniana       | Ptolomeo                                                                |
| Caraca            | Ptolomeo, Plinio, Plutarco, Anónimo de Rávena               | Rigusa           | Ptolomeo                                                                |
| Cértima           | Tito Livio                                                  | Segóbriga        | Plinio, Anónimo de Rávena                                               |
| Complutum         | Ptolomeo, Plinio, Itinerario de Antonino, Anónimo de Rávena | Thermida         | Ptolomeo                                                                |
| Consabura         | Plinio, Frontino, Itinerario de Antonino, Anónimo de Rávena | Titulcia         | Ptolomeo, Itinerario de Antonino, Anónimo de Rávena                     |
| Contrebia Carbica | Tito Livio                                                  | Toletum          | Ptolomeo, Plinio, Tito Livio, Itinerario de Antonino, Anónimo de Rávena |
| Egelesta          | Ptolomeo, Plinio                                            | Varada           | Ptolomeo                                                                |
| Ilarcuris         | Ptolomeo, Plinio                                            | Vicus Cuminarius | Itinerario de Antonio                                                   |
| Ilurbida          | Ptolomeo, Plinio                                            |                  |                                                                         |

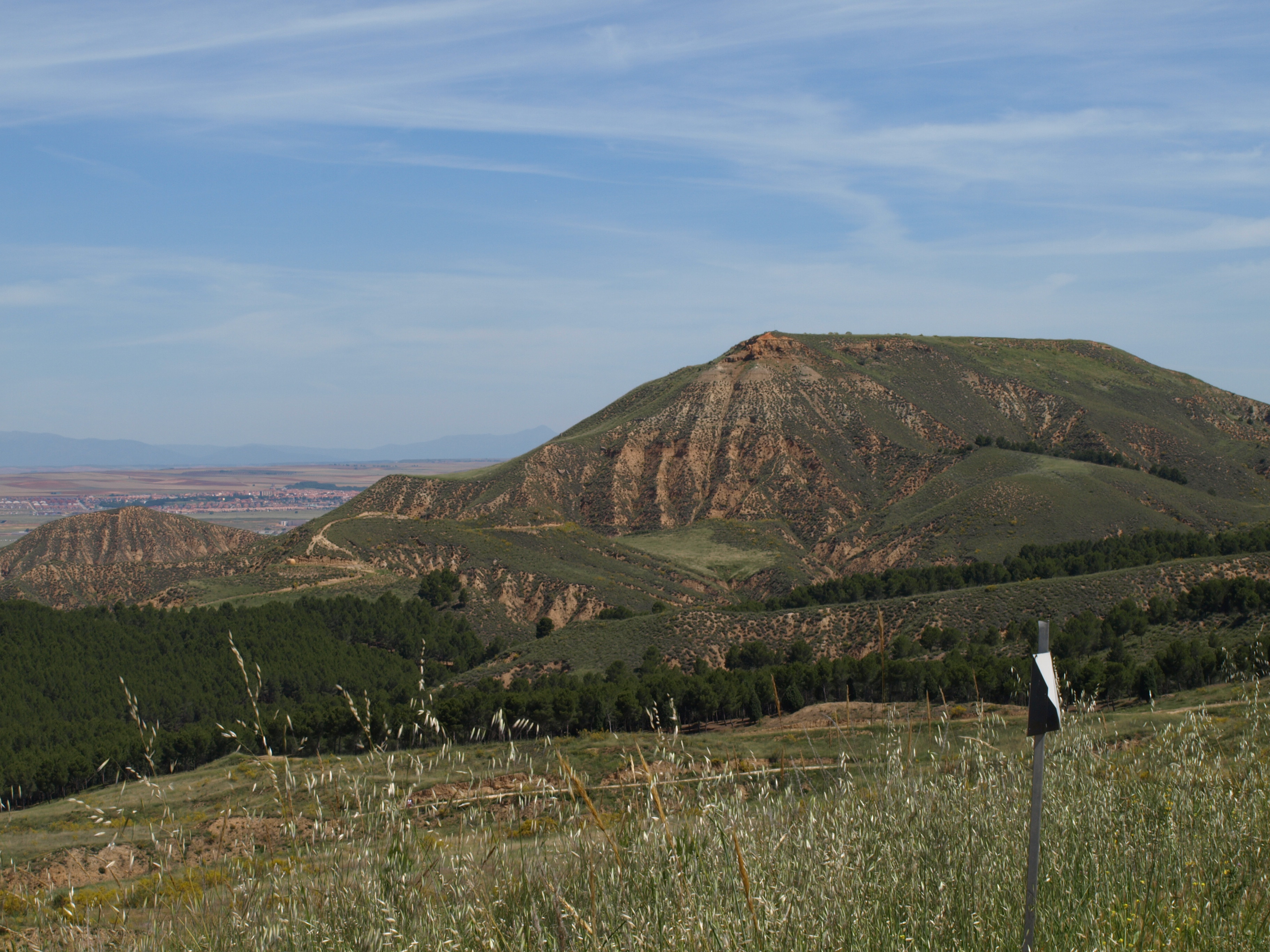
Cerro del Ecce Homo en el término municipal de Alcalá de Henares. En este lugar se han localizado los restos de un poblamiento carpetano, de nombre desconocido.

A estas poblaciones históricas hay que sumar las que han sido descubiertas por la arqueología y de las que desconocemos su nombre, por lo que se denominan como el paraje de su localización (Cerro de la Gavia, Cerro Gollino, Plaza de Moros, Cerro del Ecce Homo, etc.).
Los principales núcleos urbanos de los carpetanos (Toletum, correspondiente al actual Toledo, Complutum, la actual Alcalá de Henares y Consabura, la presente Consuegra) adquirieron el estatuto legal municipal poco después de la conquista romana. También se convirtió en Municipium la ciudad Segóbriga junto a Saelices inicialmente carpetana pero poblada con celtíberos durante las guerras sertorianas.
Sus vías principales de comunicación conectaban el centro de su territorio con las tribus vecinas y sus centros de población más importantes. Estas rutas seguían el río Tajo y sus afluentes en dirección suroeste-noreste, mientras que, partiendo de esta vía principal, otras rutas comunicaban con el noroeste y el sureste.

### Poblamientos y urbanismo

Esquema de los poblamientos de la Segunda Edad del Hierro en la Mesa de Ocaña cuyo modelo ha sido una base importante para la comprensión de los asentamientos carpetanos.

De los estudios arqueológicos realizados se ha constatado que los carpetanos construyeron sus asentamientos siguiendo dos modelos básicos: sobre llano y en alto. La tipología dentro cada tipo así como la relación entre ambos varió tanto por las características de la comarca donde se asentaban como por la época histórica en la que tuvieron su principal poblamiento.
Los asentamientos en llano se solían situar cercanos al agua (arroyos o ríos) disponiendo de un buen acceso a pastos y tierras de cultivo. Estos poblamientos no estaban amurallados y contaban con una amplia superficie.
Los asentamientos en alto, por su parte, buscaban aprovechar las ventajas de lugares elevados así como una economía de construcción que permitiese contar con un baluarte defensivo con el menor esfuerzo posible; todo ello en la proximidad de algún manantial que proporcionase el suministro de agua. Para este tipo de asentamiento se utilizaban principalmente espolones-penínsulas con istmos donde situar las defensas principales (fosos, murallas y torreones) usándose también cerros testigo.
Una interesante característica observada en los asentamientos carpetanos es que no obedecían a un criterio de jerarquización o influencia entre unos asentamientos y otros, sino que parece que mantuvieron unas relaciones de igualdad entre ellos, dándose más bien relaciones de algún tipo de asociación entre los poblados en llano y un equivalente en alto; algo que se ha interpretado como que los segundos eran una adaptación defensiva de los primeros con el fin de protegerse de las incursiones de pueblos vecinos como lusitanos y celtíberos, o a causa de una conflictividad interna entre los habitantes de cada comarca.

Planta tipo de vivienda carpetana obtenida en las excavaciones arqueológicas de El Llano de la Horca (Santorcaz).

A partir de la llegada de los invasores cartagineses, alguno de los poblados fortificados en alto evolucionaron con un importante crecimiento y junto a otros de nueva creación se convirtieron en los grandes oppida que vivieron los etapas bélicas entre el 220 y 179 a. C. Posteriormente, tras la conquista romana, los asentamientos en llano volvieron a ser los protagonistas del poblamiento carpetano al desaparecer las condiciones de inseguridad que habían provocado la aparición y desarrollo de los establecimientos fortificados en alto.
A pesar de que las excavaciones arqueológicas a gran escala de poblados completos son algo escasas, los trabajos realizados en Arroyo Culebro (Perales del Río), Cerro de la Gavia (Villa de Vallecas) y en el Llano de la Horca (Santorcaz) han permitido obtener una idea básica de cómo era el urbanismo de los carpetanos. En dicho yacimiento de Santorcaz, situado en un cerro amesetado, las sucesivas campañas de excavación han sacado a la luz una disposición urbana con las siguientes características:
- Dentro del área de poblamiento convivían áreas densamente pobladas y espacios vacíos, los cuales habrían tenido la función de plazas o zonas donde guardar el ganado.[61]

- Las áreas pobladas se configuraban con calles paralelas y empedradas que podían tener 5 m de anchura. Entre estas calles paralelas se disponían las viviendas, contiguas, con los muros traseros enfrentados y las puertas abiertas a las respectivas calles.[62]

- Las viviendas tenían plantas cuadradas o rectangulares con una superficie que variaba entre los 50 y 100 m². Se construían con zócalos de piedra sobre los que se levantaban paredes de adobe contando en ocasiones con una entrada emporchada sobre columnas. Los suelos se hacían con arcilla o tierra apisonada con el fin de suavizar las irregularidades del terreno y el techo, por su parte, lo formaba una cubierta vegetal sobre un armazón de madera.[63]

- La disposición habitual dentro de la vivienda era un vestíbulo de entrada tras el cual venía una estancia principal con hogar dónde sus ocupantes vivirían y dormirían. Esta estancia principal contaba también con un pequeño apartado donde se procesaban alimentos. Finalmente la vivienda tenía una estancia trasera para almacenaje o taller.[63]

## Aspectos socioeconómicos

### Estructura sociopolítica
La estructura sociopolítica de los carpetanos resultaba ciertamente atípica, ya que no desarrollaron una jerarquización social así como una centralización del poder semejante a la que se dio en algunos pueblos vecinos como celtíberos, vacceos o vetones. Los carpetanos se organizaron de una manera descentralizada sobre la base de polis (ciudades estado) al igual que la generalidad del mundo antiguo o ámbitos comarcales de varias poblaciones vecinas. A pesar de esto, a la llegada de Aníbal fueron capaces de hacerle frente en la batalla del Tajo levantando en armas y organizando un enorme ejército que estimaciones actuales calculan en 40 000 guerreros y que las fuentes clásicas elevaban hasta los 100 000 soldados. Otros hechos históricos, como el mencionado abandono al unísono del ejército de Aníbal por parte del contingente carpetano, nos hacen ver que, a pesar de esta descentralización, los carpetanos estaban acostumbrados a actuar de manera conjunta y coordinada.
La anterior manera de actuar quedó muy mermada a la hora de hacer frente a la conquista romana ya que durante este periodo, las fuentes clásicas no nos hablan propiamente de “carpetanos” sino que relatan los hechos militares que afectaron a varias de sus ciudades mencionando únicamente a sus habitantes.
La base de la sociedad carpetana la constituía la familia nuclear (padres e hijos). Sobre este soporte, se daban las Gentilidades, habituales en los pueblos indoeuropeos y de las que las carpetanas se cuentan entre las más meridionales atestiguadas epigraficamente. Estas gentilidades se estructuraban sobre el fundamento de un parentesco consanguíneo entre descendientes de un mismo antepasado común, generalmente mitificado, que daba nombre a este grupo suprafamiliar. Eran unidades organizativas que contaban con un reducido número de miembros siendo de carácter restringido y cerrado y actuando dentro de unos límites territoriales definidos. La arqueología ha conseguido distinguir a través de los testimonios epigráficos del periodo romano casi 30 gentilidades carpetanas, tales como Bocouriqum (en Manzanares el Real), Duitiqum (en Segóbriga), Manganiqum (en La Puebla de Montalbán), Solicum (en Navas de Estena) o Venatioqum (en Alconchel de la Estrella).
El gobierno de las ciudades correría a cargo de una asamblea de la ciudad y un grupo de magistrados. Tito Livio parece referir este tipo de gobierno al relatar la conquista de Cértima:

Se encontraba ya aproximando sus máquinas contra las murallas cuando llegó una delegación de la ciudad. Sus palabras mostraban la sencillez de los antiguos, pues no trataron de ocultar su intención de seguir la lucha si disponían de los medios. Pidieron permiso para visitar el campamento celtíbero y pedir ayuda; si se les rehusaba, decidirían por sí mismos.
 Tito Livio. Ab Urbe Condita. XL, 47.

Durante el periodo previo al ataque cartaginés, el crecimiento demográfico y económico conllevó la aparición de unas élites documentadas en los estudios de las necrópolis y cuyos poderes serían inestables necesitando ser defendidos y negociados dentro de sus comunidades. Este proceso se acentuó en los tiempos convulsos que significaron el ataque cartaginés y la conquista romana, periodo este último en el que aparecieron líderes como Hilerno quien capitaneó la coalición de pueblos célticos con los que primeramente se enfrentaron los romanos al inicio de la conquista de Carpetania, o Thurro que aglutinaría a los últimos carpetanos resistentes a Roma y con el que acordaría Graco el tratado de Amicitia que integró a Capetania en la Hispania romana. De la existencia de estas élites nobles dejó también constancia Tito Livio en el citado relato sobre Cértima:

Se les impuso un tributo de guerra de dos millones cuatrocientos mil sestercios. Asimismo, debían renunciar a cuarenta de sus más nobles jóvenes caballeros; pero no como rehenes, pues iban a servir en el ejército romano, sino como garantía de su fidelidad.
Tito Livio. Ab Urbe Condita. XL, 47.

### Economía

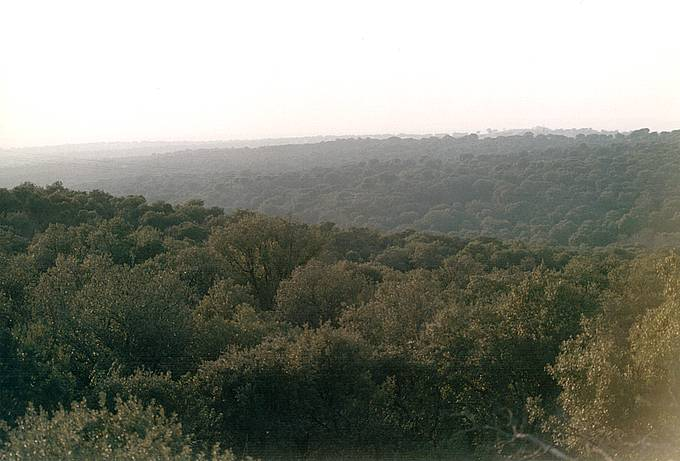
Monte encinar de El Pardo;
los carpetanos aprovecharon el bosque mediterráneo situado en su territorio para su actividad ganadera y cinegética así como fuente de bellotas que complementaban y sustituían al cereal en épocas de malas cosechas.

Las actividades económicas de los carpetanos abarcaban diversas áreas para las que la moderna arqueología ha contribuido notablemente en su conocimiento. Estas actividades, clasificadas de una manera actual, tuvieron las siguientes características:
a) Actividades primarias:
La agricultura fue su actividad fundamental, siendo más importante entre ellos que entre otros pueblos de la meseta. Su explotación principal fue el cereal, para el que la cebada y el trigo representan la mayor parte de los restos encontrados: el trigo se empleaba para la fabricación de pan y la cebada para la elaboración de tortas, la fabricación de cerveza y la alimentación de los animales de tiro. La aparición de cebada mezclada con leguminosas denota que se cultivaron juntas para mantener la fertilidad del terreno y aprovechar ambas como forraje. Otros cereales cultivados por los carpetanos fueron el mijo y el panizo, que señalan una asociación con cultivos de primavera; la avena, por su parte, comienza a aparecer poco después de la conquista romana. Los cereales se cultivaban de manera extensiva y en secano utilizando utillaje de hierro para el laboreo desde el siglo IV a. C. Una vez cosechados, eran aventados y almacenados en áreas específicas de los poblados.
Las leguminosas se dieron en menor medida, probablemente en las zonas cercanas a los asentamientos. Se han documentado restos de lentejas, yeros, habas, guisantes, guijos, almortas y veza; el garbanzo aparecería ya en época romana.
Finalmente, de una manera más reducida, se cultivaron frutales: higueras, almendros, ciruelos y manzanos, así como hortalizas: zanahorias y apio; como especia se dio el comino, que acabó teniendo fama en el mundo romano.
Aparte de estos cultivos, como elemento recolectado del bosque mediterráneo, se empleó abundantemente la bellota, tanto para la fabricación de harina como para su consumo como fruto.
En cuanto a la ganadería, los estudios arqueológicos indican que la principal cabaña la formaban los ovicápridos, seguidos de los bóvidos, que se usarían como animales de tiro, y en menor proporción otros animales como el cerdo y los equinos. El consumo de carne se complementaría con la caza obtenida del bosque mediterráneo, ya que es habitual encontrar también restos de ciervo, liebre y conejos.
Por lo que respecta a la minería, parece que, a excepción de la sal, fue escasa ya que no es mucho lo que ha conseguido documentar la arqueología para la región carpetana. La explotación minera experimentó su desarrollo ya en época romana y se centró principalmente en el área de los Montes de Toledo, donde se conoce la existencia de minas de oro en La Nava de Ricomalillo y El Molinillo, poblaciones situadas en su zona occidental, así como de cobre en Consuegra, situada en la vertiente oriental. También se han documentado, junto al castro de Dehesa de la Oliva (Patones) explotaciones de cobre y estaño y cerca de Segóbriga, de “lapis specularis” el cual Plinio refería como de mejor calidad que el extraído en otras zonas del ámbito romano. Otro elemento importante fue la sal que se extraía de las salinas de La Sagra y los humedales manchegos.
b) Actividades secundarias:
Las actividades de artesanía de los carpetanos se solían llevar a cabo en áreas apartadas y específicas de sus poblaciones, con el fin de mitigar sus efectos molestos o minimizar el riesgo de extensión de posibles incendios.
La cerámica se fabricaba mayoritariamente a torno en las poblaciones mayores, que eran las que contaban con alfares, manteniéndose de manera marginal la fabricación manual en las vasijas destinadas para cocinar y en los grandes recipientes.
En cuanto a la metalurgia, se producían en hierro las herramientas, armas y elementos tales como clavos o arandelas, mientras que para los elementos decorativos como las fíbulas, se utilizaba mayoritariamente el bronce.
La orfebrería en el área céltica peninsular fue una actividad de aparición tardía (finales del siglo IV, principios del siglo III a. C.) en relación con el mundo ibérico (siglo VII-siglo VI a. C.) el cual adoptó estos elementos de la sociedad fenicia.
La producción de los orfebres se realizaba en talleres dentro de los grandes oppida así como por medio de artesanos itinerantes quienes, llevando sus materiales (materia prima, matrices y herramientas) consigo, trabajarían localmente en diversas poblaciones. Las joyas se solían producir mediante láminas repujadas que en ocasiones estaban rellenas de algún material que les diese consistencia.
La actividad textil, asumida por las mujeres carpetanas, es atestiguada por los abundantes restos de pesas de telar o pesas de husos, desconociéndose el tipo de los telares aunque se supone que eran verticales. Como curiosidad, se da la circunstancia de que dichas pesas eran muy personalizadas intentando individualizar a cada poseedora y solían ser ofrenda del novio a la novia como compromiso de boda.
c) Actividades terciarias:

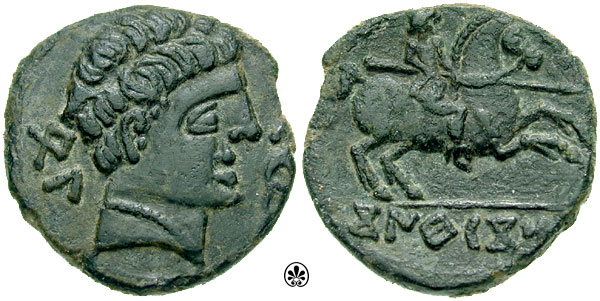
Moneda acuñada en Contrebia Carbica, una de las cecas que surgieron en el territorio carpetano favorecidas por la actividad comercial.

Los carpetanos también participaban del comercio a través de las rutas que recorrían su región articuladas sobre los vados del Tajo, en especial el de Toledo. Este comercio propició la llegada a la región de diverso material suntuario y cerámicas áticas procedentes del sur y sureste peninsular, estando esta actividad en la base de la temprana aparición de cecas en Complutum, Contrebia Carbica y Toletum. Por otro lado, también fueron objeto de comercio interior dentro de la Carpetania la madera para construcción y el granito para fabricar los molinos de grano.
En relación con esta actividad comercial, algunos arqueólogos han propuesto que unas pequeñas bolas de piedra o barro, que es frecuente encontrar en los excavaciones, pudiesen tener la función de pesas, medidas o valores de contabilidad.

## Aspectos culturales

### Lengua
Los carpetanos debieron utilizar alguna variante del idioma hablado por los celtíberos, situándose entre estos —cuya lengua sería un dialecto celta de tipo arcaico— y los vetones, incluidos dentro del área del idioma lusitano al que se considera una lengua indoeuropea precéltica. Debido a la falta de epigrafía previa o coetánea a la conquista romana, los datos de que se dispone para determinar las características de su lenguaje provienen de la onomástica recogida en la epigrafía de época romana así como de los topónimos de su territorio mencionados por los autores clásicos.

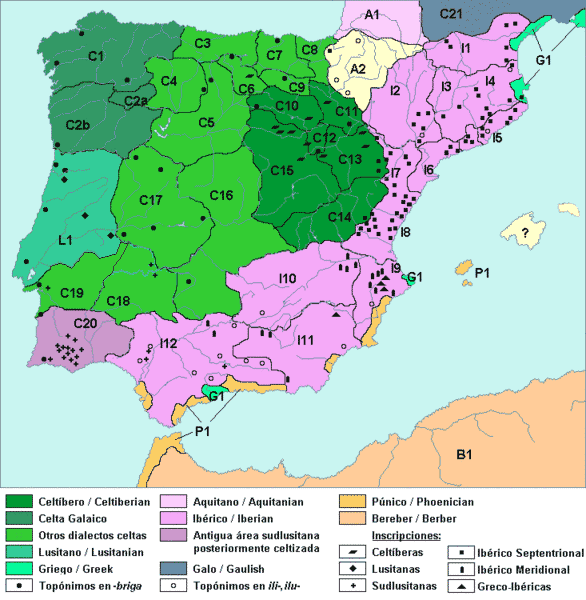
Familias lingüísticas de la península ibérica antes de la romanización
C1: Galaicos / C2b: Brácaros / C3: Cántabros / C4: Astures / C5: Vacceos / C6: Turmogos / C7: Autrigones-Caristios / C8: Várdulos / C9: Berones / C10: Pelendones / C11: Belos / C12: Lusones / C13: Titos / C14: Olcades / C15: Arévacos / C16: Carpetanos / C17: Vetones / C18-C19: Célticos / C20: Conios / L1: Lusitanos / I1: Ceretanos / I2: Ilergetes / I3: Lacetanos / I4: Indigetes / I5: Layetanos / I6: Ilercavones / I7: Sedetanos / I8: Edetanos / I9: Contestanos / I10: Oretanos / I11: Bastetanos / I12: Turdetanos / G21: Galos / G1: Griegos / P1: Fenicios/Cartagineses / B1: Bereberes.

Los topónimos carpetanos presentan un mayoritario componente indoeuropeo, siendo clasificados actualmente de la manera siguiente:
a) Indoeuropeos:
- Claramente célticos (5): Mantua, Complutum, Aebura-Libora, Segóbriga, Contrebia Carbica.
- Quizá célticos (6): Titulcia, Toletum, Barnacis, Rigusa, Tagus (río), Tagonius (río).

b) Indoeuropeos no célticos:
- Antiguo-europeos (5): Carpetani, Varada, Caracca, Consabura, Cartala.
- Indefinidos (3): Alces, Miaccum, Mentercosa.
- Grecolatinos (3): Thermida, Alternia, Paterniana.

c) No indoeuropeos (íberos) (4): Ilurbida, Ilarcuris, Ispinum, Egelesta.
Otra fuente de información lingüística la han proporcionado los antropónimos, en concreto los nombres de «gentilidades» atestiguadas —ya en periodo romano— mayoritariamente en áreas apartadas de grandes ciudades donde la estructura social indígena perduró durante más tiempo. A excepción de un caso, estos nombres de gentilidades son de tipo céltico presentando una terminación en -un/-um. Las gentilidades carpetanas localizadas hasta ahora son veintisiete:
| Gentilidad  | Localización        | Gentilidad  | Localización           | Gentilidad  | Localización             |
| ----------- | ------------------- | ----------- | ---------------------- | ----------- | ------------------------ |
| Aelariqum   | Collado Villalba    | Duitiqum    | Segóbriga              | Mesicum     | Uclés                    |
| Aeturiqum   | Illescas            | Duniqum     | Méntrida               | Metturicum  | Alcalá de Henares        |
| Arquiocum   | Alcalá de Henares   | Elguismiqum | Collado Villalba       | Moeniccum   | Polán                    |
| Acualiqum   | Torrejón de Velasco | Langiocum   | Hontanar               | Obisodiqum  | Toledo                   |
| Bocouriqum  | Manzanares el Real  | Longeidocum | Uclés                  | Pilonicorum | San Pablo de los Montes  |
| Canbaricum  | Toledo              | Maganiqum   | La Puebla de Montalbán | Solicum     | Navas de Estena          |
| Contucianco | Segóbriga           | Malugeniqum | Torrejón de Velasco    | Tirtaliqum  | Segóbriga                |
| Dagencium   | Villamanta          | Manuciqum   | El Pardo               | Uloqum      | Perales de Milla         |
| Doviliqum   | Azután              | Maureicum   | Illescas               | Venatioqum  | Alconchel de la Estrella |

### Cultura material
La cultura material carpetana se manifiesta en diversos tipos de manufacturas que las excavaciones arqueológicas han venido sacando a la luz. De lo obtenido hasta ahora, se puede destacar:
a) Cerámicas:

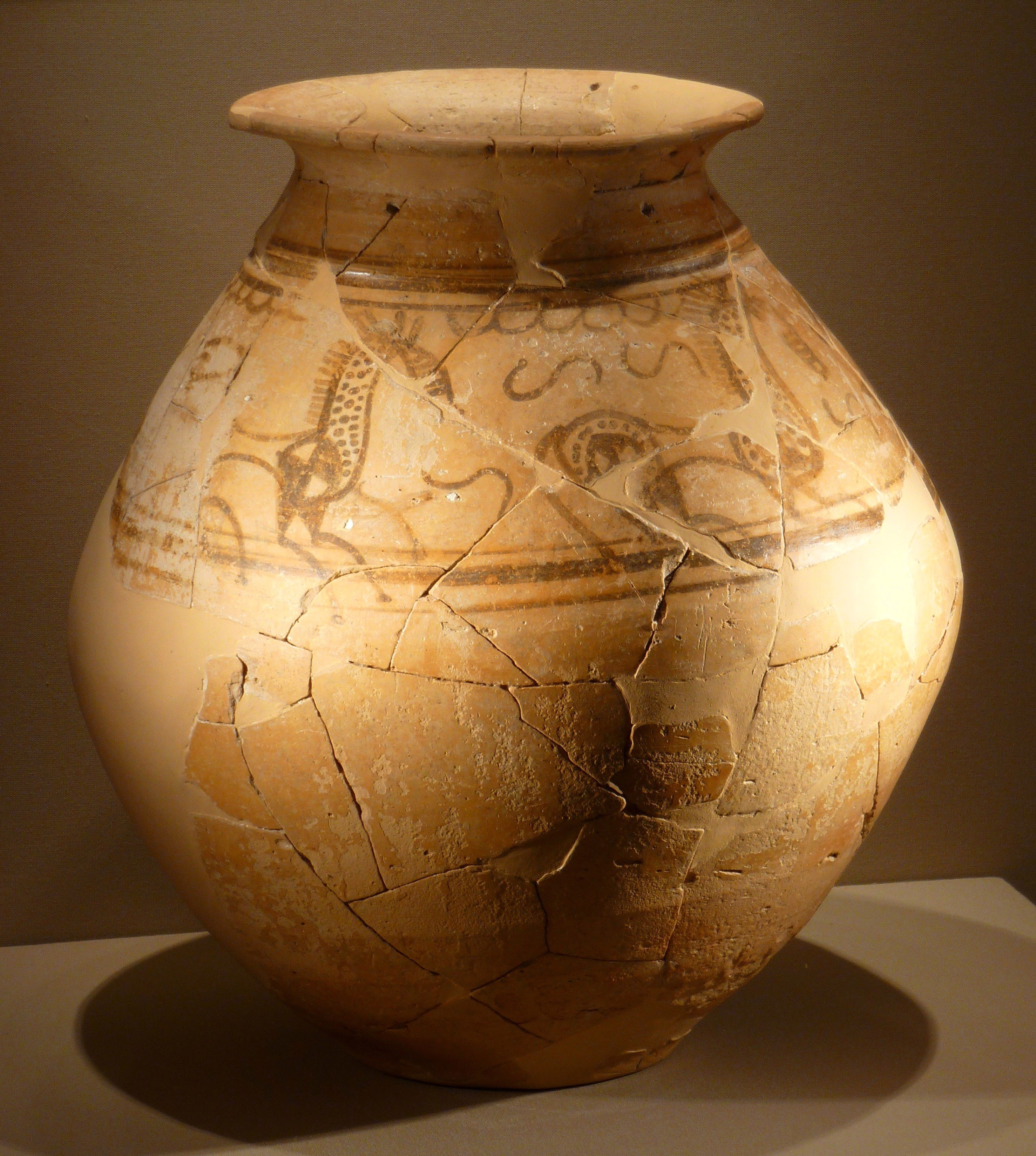
Vaso de los Caballos.

Los carpetanos producían útiles cerámicos de diversos tipos: tinajas para almacenamiento, cerámica de cocina para uso doméstico y varios tipos de contenedores de mayor tamaño cuyas decoraciones utilizadas en su fabricación presentan parecidos con las producidas por tribus vecinas tanto célticas como íberas resultado de los procesos de contacto con las mismas.
Las semejanzas con las producciones de zonas célticas se dan con cerámicas decoradas con líneas horizontales en rojo y naranja, similares a las encontradas en territorio vacceo y con decoraciones figurativas zoomorfas típicas del estilo numantino y que se distribuyen en un friso que abarca la parte superior del recipiente. Entre estos tipos de cerámica destaca el denominado “Vaso de los Caballos” localizado en Santorcaz, el cual tiene una decoración basada en la representación de cinco caballos cabalgando al trote.
Las decoraciones de tipo ibérico se forman tanto con diversos tipos de pintura jaspeada como con motivos geométricos a base de semicírculos, líneas y bandas semejantes a las que se encuentran en el territorio oretano.
b) Fíbulas:

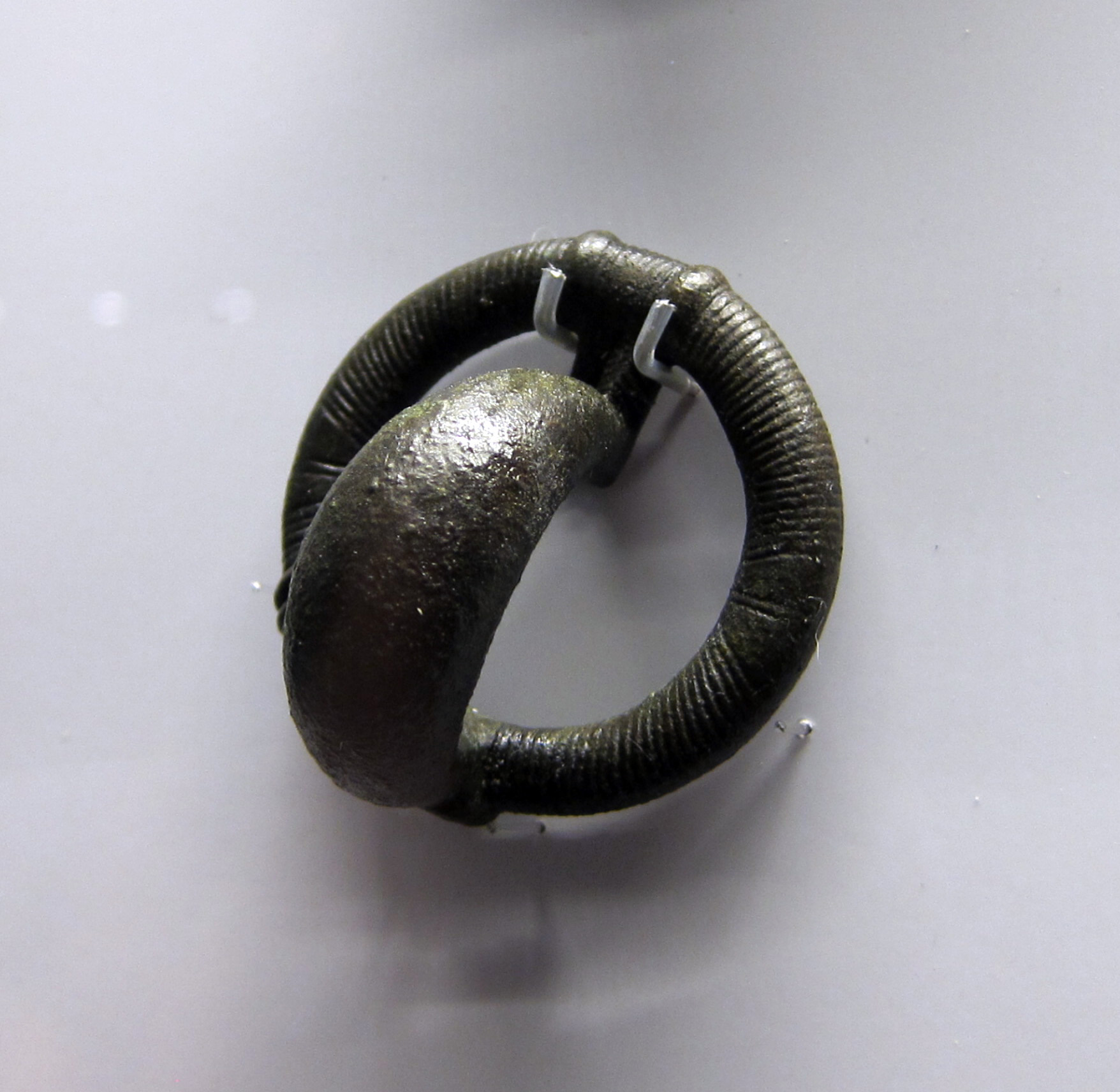
Ejemplo de fíbula del tipo "anular hispánica" encontrada en el Castro de Monte Bernorio.

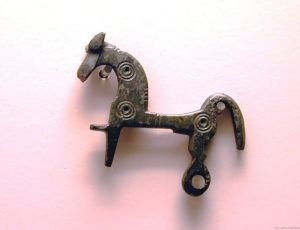
Ejemplo de fíbula de caballito.

Dentro de este elemento de la cultura material, se producían tanto fíbulas con inspiraciones culturales de origen levantino como con adscripción celtíbera y lateniense.
Entre las fíbulas de inspiración levantina son mayoritarias las de tipo “anular hispánico”, que se generalizan a partir del siglo IV a. C., inicialmente eran del modelo “puente forjado” y posteriormente del tipo “puente fundido” en torno al siglo III-siglo II a. C.
Las fíbulas con caballito, típicas de sociedades con elementos guerreros y aristocráticos se han localizado en varios yacimientos en lo que parece ser la vía de extensión de este tipo de fíbulas desde el área celtíbera hasta la alta Extremadura. La llegada del arte lateniense a mediados del siglo III a. C. se deja ver en las fíbulas con cabezas zoomorfas entre las que destaca la llamada “fíbula de Hércules” hallada en Driebes y relacionada con esta, el excepcional ejemplar localizado en la Muela de Taracena del tipo «venatorio con divinidad» que muestra un jinete lanza en mano siguiendo a un perro y a un jabalí.
c) Orfebrería:
Las piezas de orfebrería mostraban una iconografía directamente celta —como los motivos de máscaras masculinas— y también una ibero-orientalizante, pero interpretada desde una visión cultural céltica, plasmada en representaciones zoomorfas y de cabezas humanas.
Igualmente, los orfebres reinterpretaron desde su óptica cultural algunos elementos helenísticos, tales como las decoraciones troqueladas geométricas, al fabricar otros objetos como vasos argénteos, fíbulas o broches de cinturón.
d) Otros elementos:

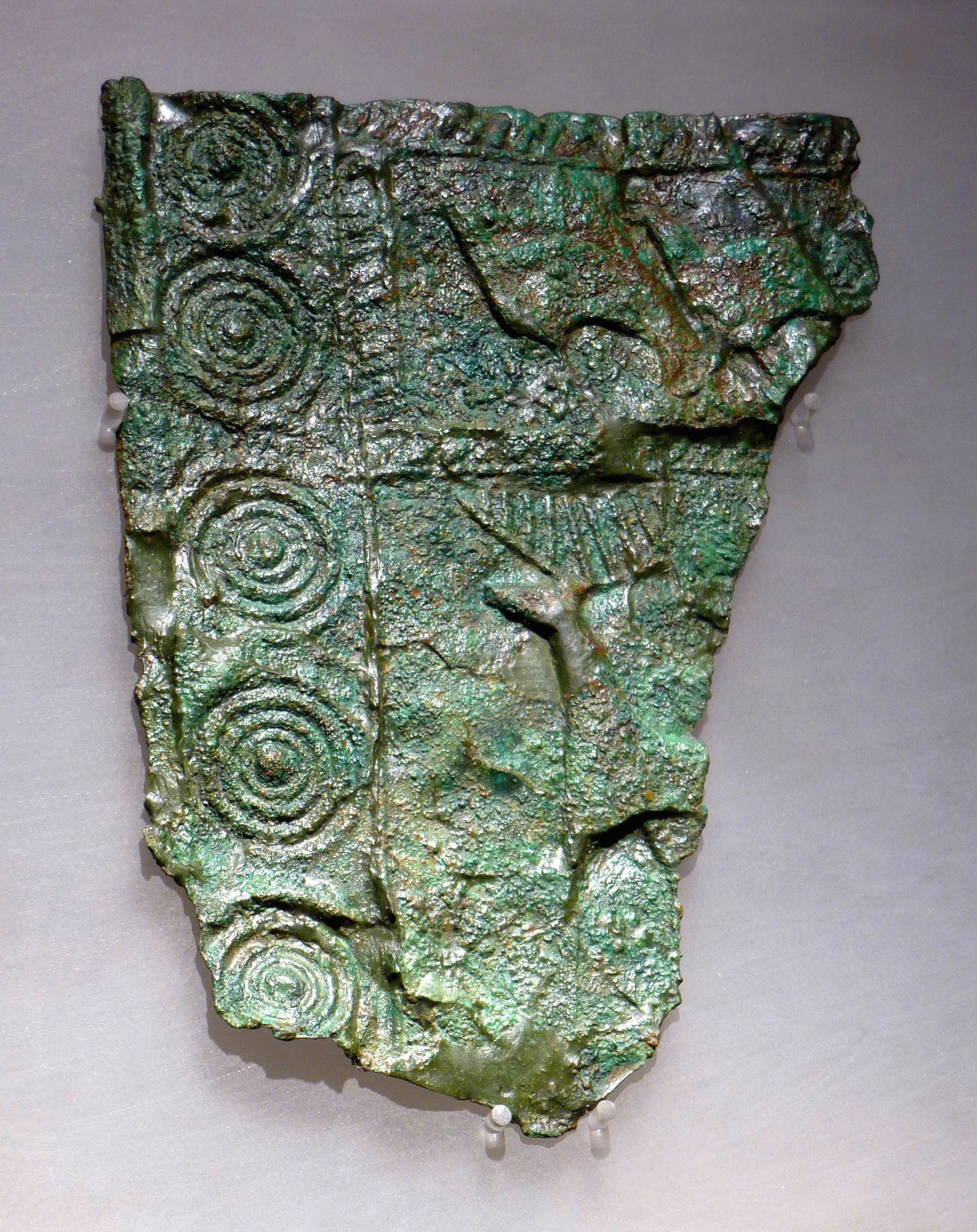
Bronce de Santorcaz. Ejemplar único en la región con una decoración y manufactura similar a otras halladas en necrópolis celtíberas.

Otro elemento destacado de la cultura material carpetana es una placa repujada en bronce de estilo celtíbero descubierta en Santorcaz, similar en cronología y factura a otras halladas en la necrópolis de Numancia que parece que eran usadas como elementos decorativos. En esta placa aparecen, junto a diversos motivos geométricos, un ciervo y varias aves cuya naturaleza es difícil de identificar. Su interpretación parece ser la representación del mundo del más allá (por las aves carroñeras) y, separado de él por líneas escaliformes, el mundo de la naturaleza (por el ciervo).

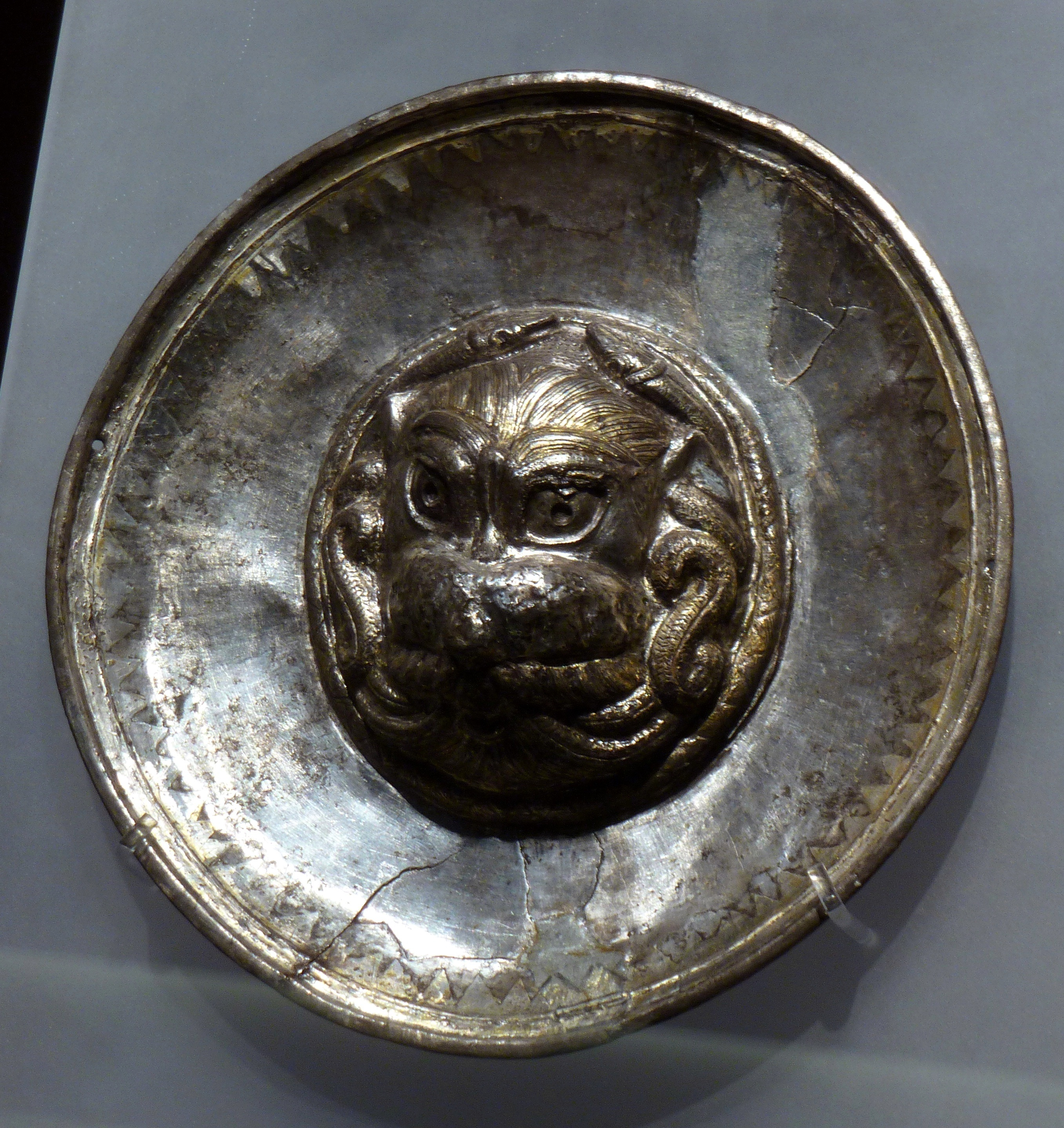
Pátera de Titulcia, utilizada por los carpetanos en ceremonias religiosas.

Igualmente, entre otras manifestaciones de la cultura material de los carpetanos destacan dos objetos de contenido religioso: la denominada «Pátera de Titulcia», asociada a un uso en ceremonias sacras y que se ha convertido en su elemento más emblemático; y el conocido como «Relieve de Illescas», el cual, desde su aparición hace 30 años continúa siendo un unicum en la península ibérica. En este relieve se representan dos carros con sus aurigas y entre ellos un personaje saludando con el brazo en alto; siguiendo a los carros aparece un animal fantástico —un grifo— que cierra el cortejo. Esta escena se ha asociado al viaje al mundo de ultratumba y la heroización de antepasados míticos en el marco de su culto dentro de una gentilidad carpetana.

### Religión
La información que la arqueología ha proporcionado sobre las creencias religiosas de los carpetanos es muy escasa y las fuentes clásicas no han transmitido referencia alguna que haga alusión a aspectos religiosos propios de los carpetanos. Con todo se puede hacer una aproximación a su sistema religioso en base al conocimiento que se tiene sobre los otros pueblos prerromanos de Hispania cuya religión era de carácter politeísta variando la tipología o los nombres de los dioses según el pueblo o el territorio donde eran adorados.
Los carpetanos, debido a su origen, debieron tener unas creencias religiosas similares a las atestiguadas en la zona céltica de la península ibérica, con unas características tales como:
- La existencia de una «Diosa Madre» que personificaría la naturaleza y la fecundidad estando relacionada con las fuentes, el suelo donde surge la vegetación y todo lo relacionado con la vida.[120]
- Un «Dios Supremo» que acompañaría a la «Diosa Madre» y gobernaría la armonía y el caos del universo poseyendo un marcado talante guerrero.[120]

- Un destacado papel de los árboles y bosques como lugares donde habitarían los dioses y la existencia de santuarios a cielo abierto donde éstos serían adorados.[120]

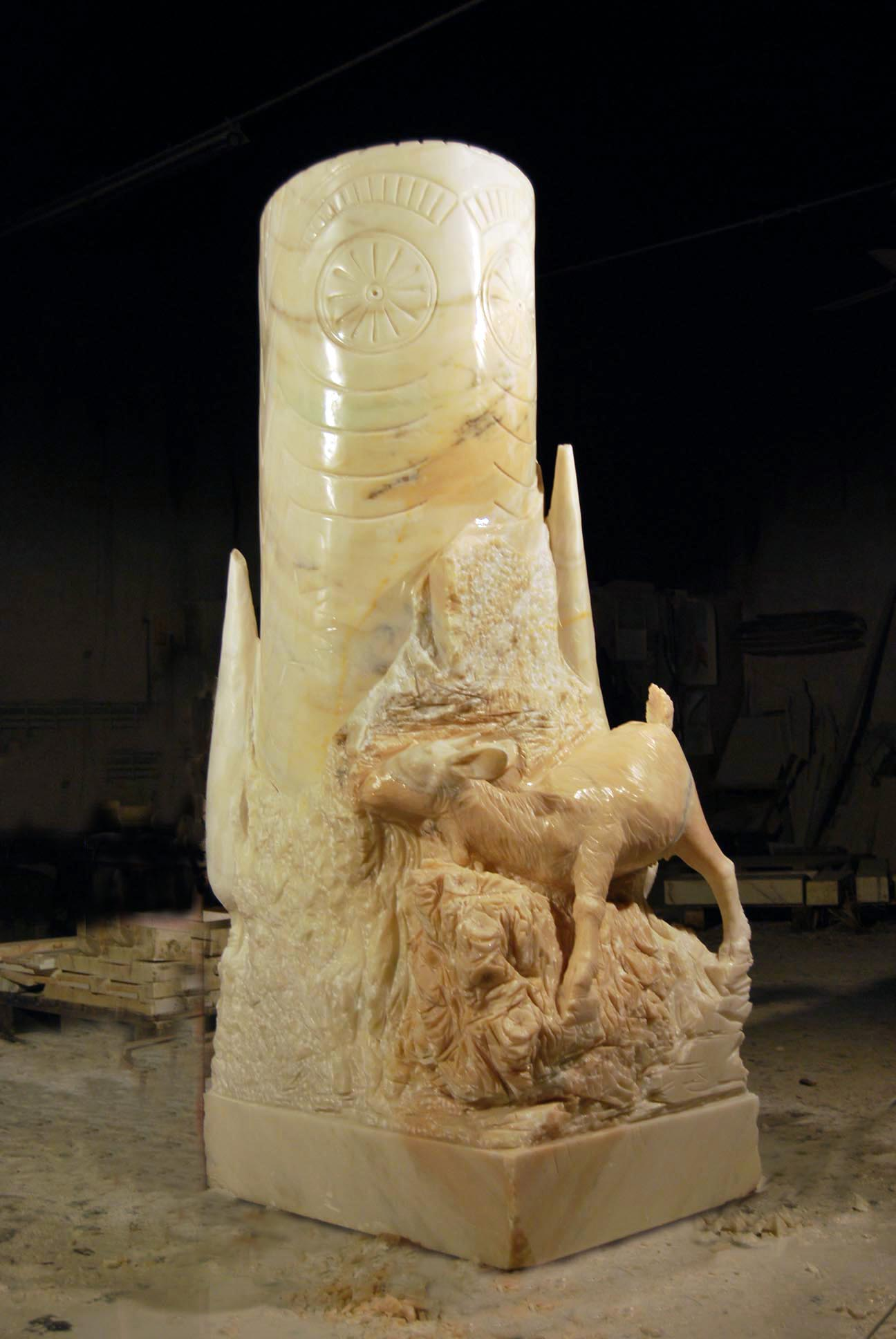
Mármol representando a la deidad Ataecina.

- Un culto a diversos dioses como Epona, que sería la protectora de los caballos; Ataecina, diosa tutelar que suministraría bienes terrenales; Airón, una deidad asociada las fuentes y surgencias de aguas; o Astarté, una diosa de origen fenicio atestiguada en zonas con amplio contacto con el sur peninsular.[121] En la población toledana de Mezquitilla se ha atestiguado una inscripción consagrada a una divinidad céltica denominada «Bandua» cuyas características se desconocen.[122]

Como en otras partes de Hispania, el toro también sería objeto de veneración siendo asociado a la fecundidad del ganado y a la otra vida; también se practicaría el ritual fúnebre de exponer los cadáveres de los guerreros caídos en combate a los buitres, considerados aves sagradas. Este ritual se ha documentado en otras tribus célticas hispanas y entre los oretanos situados al sur de los carpetanos.
Por otro lado, los carpetanos tenían una serie de espacios intramuros conocidos como «santuarios domésticos gentilicios», de los que es un buen ejemplo el localizado en El Cerrón, en (Illescas), donde se rendía culto a un antepasado mítico ilustrado en un relieve que representa el viaje al mundo de ultratumba de dos personajes heroizados.
Tras la conquista romana, los dioses indígenas se fueron asimilando a los del panteón romano en un proceso que algún autor ha esquematizado de la manera siguiente: en una primera fase, aparecerían juntos los teónimos del dios indígena y su equivalente romano: posteriormente, el teónimo indígena ya no se usaría apareciendo en su lugar la palabra «deus» que acompañaría al nombre del nuevo dios para, finalmente, únicamente figurar el teónimo romano. En el territorio carpetano se ha documentado el culto a las siguientes divinidades romanas: Deae, Diana, Dii Manes, Fortuna, Hércules, Júpiter Optimus Maximus, los lares, Liber Pater, Marte, Mercurio, Ninfas, Númen; Pantheus Augustus, Roma, Silvano y Tutela; así como también deidades menores relacionadas con ciudades o actividades cotidianas no documentándose, por otra parte, el culto a dioses orientales como Isis, Serapis o Mitras  que sí se dio en otras partes del occidente romano.

### Necrópolis
La arqueología ha localizado bastantes necrópolis carpetanas de las cuales destacan por su estudio las situadas en Las Esperillas (Santa Cruz de la Zarza) y en Palomar de Pintado (Villafranca de los Caballeros). En ambas necrópolis, las tumbas de incineración son las más predominantes, siendo muy escasos los ejemplos de inhumación.
Del estudio de estas necrópolis se desprende que durante una fase «protocarpetana» que iría entre el siglo IX y el siglo V a. C. los elementos culturales y materiales estaban muy relacionados con los del resto de pueblos de la Meseta Central dándose la estructura del «hoyo simple» como enterramiento característico.
A comienzos del siglo IV a. C. se comienzan a diversificar las estructuras funerarias y los materiales asociados a las mismas se vuelven más complejos apareciendo estructuras tales como: túmulos de adobe que en un periodo tardío serán de mayor tamaño y realizados en piedra, o grandes fosas enfoscadas que en ocasiones dividen su espacio funerario en diferentes compartimentos.
La localización de restos de un pequeño templo en la indicada necrópolis de Las Esperillas hace pensar que, al igual que en las vecinas tribus vetonas y celtíberas, estos recintos tenían un carácter sagrado y que existía un sacerdocio organizado encargado de los rituales.

## Periodo histórico
Por periodo histórico entendemos aquel para el que las fuentes clásicas nos han transmitido información sobre Carpetania y los carpetanos. Este periodo se puede dividir en las etapas comunes de la historia de Hispania.

### Conquista cartaginesa
La presencia cartaginesa en la península ibérica proporciona la primera ocasión en que los carpetanos aparecen en los textos históricos que nos transmite Polibio  y Tito Livio describiéndolos el primero como «...quizá el pueblo más poderoso de aquellos lugares».

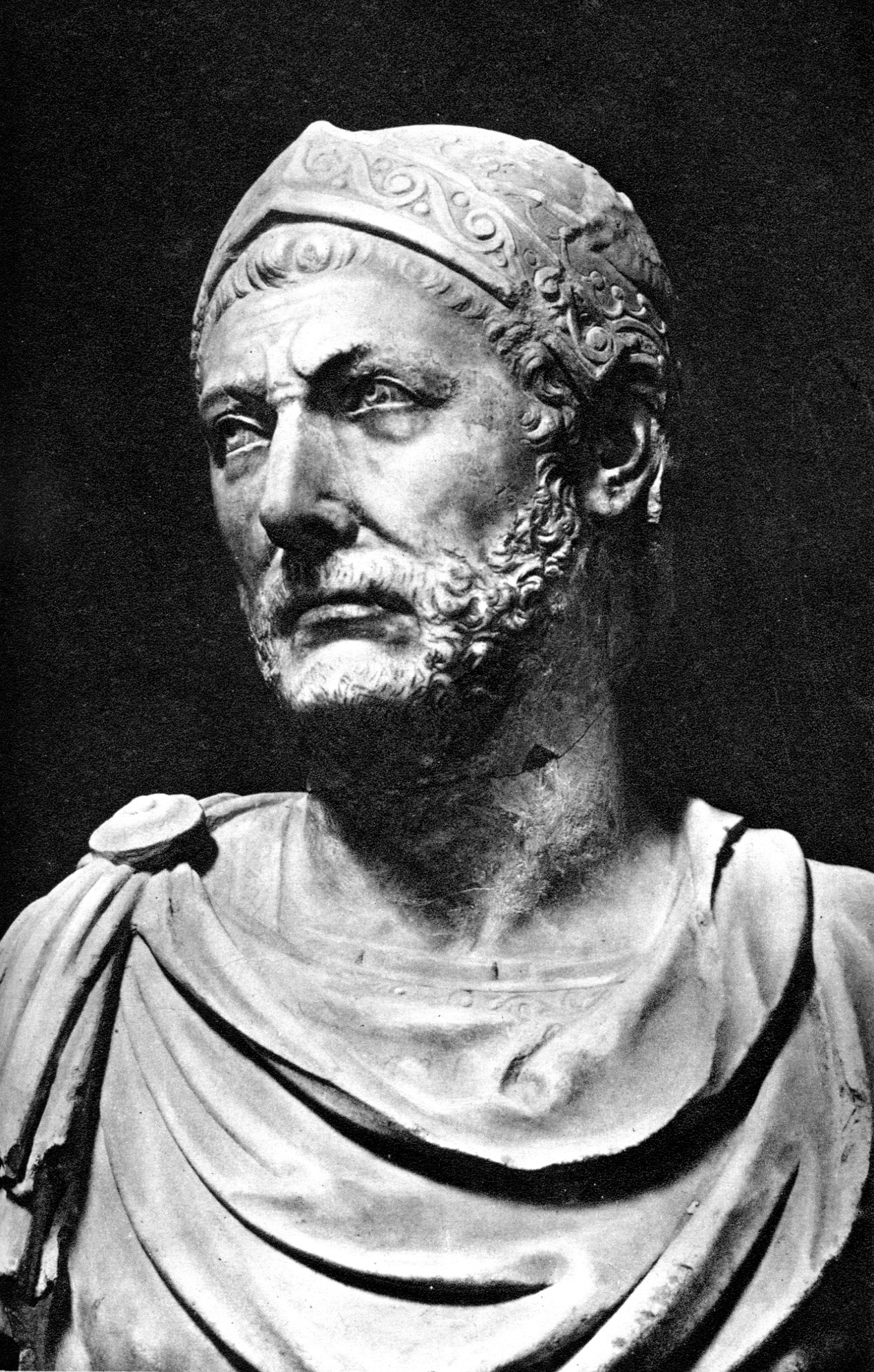
Aníbal Barca; El famoso general cartaginés dirigió la primera batalla campal de su carrera militar contra los carpetanos junto al río Tajo.

En el 221 a. C., tras la muerte de Asdrúbal, tomó el mando de los ejércitos cartagineses en la península Aníbal Barca e inició las campañas cartaginesas en la Meseta Central. El objetivo de estos ataques fue múltiple: proporcionarse suministros y soldados así como asegurar la retaguardia de su principal territorio antes de su expedición a Italia. Su primera campaña se dirigió contra los olcades, tribu aliada de los carpetanos. Este ataque se ha interpretado como una venganza por el asesinato de Asdrúbal a manos de un sirviente celta del rey Tagus y supuso la destrucción de su capital Althia, así como la desaparición de esta tribu como entidad étnica propia, diluyéndose sus miembros entre las tribus vecinas, principalmente entre los carpetanos.
Al año siguiente,  220 a. C., Aníbal acometió una campaña a través del sur de la meseta que le llevó hasta el territorio de los vacceos donde tomó Helmantike y Arbucala (Toro) obteniendo abundante botín. Fue a la vuelta desde Arbucala hasta Qart Hadasht (Cartagena) cuando, al atravesar su territorio, un gran ejército carpetano con ayuda de supervivientes vacceos y olcades le salió al paso y se enfrentó a él en la Batalla del Tajo al intentar cruzar dicho río. A pesar de su inferioridad numérica y del lastre del botín, Aníbal consiguió salir victorioso gracias a superioridad táctica y tras el choque procedió a saquear su territorio hasta que consiguió su sometimiento.
La sumisión obtenida no tuvo que ser total ya que el año posterior 219 a. C. durante el asedio a Sagunto, el ataque de los carpetanos contra los reclutadores cartagineses obligó a Aníbal a dejar el mando a su lugarteniente Maharbal y dirigirse personalmente con parte de sus tropas a la Carpetania para sofocar la rebelión.

### Segunda guerra púnica
Durante la segunda guerra púnica los carpetanos continuaron con su hostilidad frente a los cartagineses, la cual mantuvieron constante. Otros pueblos peninsulares como celtíberos, íberos o lusitanos lucharon a favor o en contra de romanos y cartagineses según las circunstancias.
Los cartagineses decidieron enrolar a un contingente de 3000 mercenarios carpetanos para su expedición contra Roma pero estos no mostraron mucha obediencia ya que en el verano del año 218 a. C. se negaron a cruzar los pirineos y abandonaron el ejército al conocer el verdadero objetivo de la campaña.
En el otoño de aquel mismo 218 a. C. los romanos llegaron a Hispania con el fin de cortar los suministros del ejército de Aníbal. Tras una sucesión de victorias romanas, los cartagineses consiguieron derrotarlos y matar a sus generales, Publio y Cneo Escipión en la batalla del Betis Superior gracias a la deserción de los mercenarios celtíberos contratados por los romanos. Tras esta batalla, en 210 a. C. los restos del ejército se replegaron al norte del Ebro y Cartago tuvo a su alcance la victoria en la península. Incluso en estos momentos, los carpetanos continuaron con su resistencia frente a los cartagineses. Escipión el Africano, recién llegado a la península pudo plantear su ataque relámpago a Cartagena gracias a que el cuerpo del ejército cartaginés cercano a ella se encontraba ocupado en el asedio de una ciudad carpetana.

### Conquista romana de la Carpetania

Situación en la península ibérica en 196 a.C. después la división provincial en Citerior y Ulterior, tres años antes de iniciarse la conquista de Carpetania. Tras la campaña de Catón, quedaron estabilizados los territorios arrebatados a los Cartagineses y Roma inició las acciones militares en el interior peninsular.

El derrumbe cartaginés en el 206 a. C. dejó un aparente vacío de poder en el interior peninsular que las tribus más poderosas trataron de ocupar. Por su situación de vecindad, los carpetanos fueron objetivo de las tendencias expansivas de celtíberos y lusitanos, lo que unido al historial de común enemistad contra los cartagineses, hace probable que parte de su población no viera con malos ojos la presencia romana en su territorio, amén de la toma de consciencia de la inexorable victoria de Roma tras el poderío alcanzado por esta con las derrotas de Cartago, Macedonia y el sometimiento de la parte más rica y avanzada de la península ibérica.
Tras la pacificación final en el 195 a. C. por el cónsul Marco Porcio Catón del territorio peninsular arrebatado a los cartagineses y el posterior licenciamiento de sus legiones, la intención romana fue mantener seguro el territorio adquirido, pero la conducta belicosa de las tribus del interior obligó a los romanos a una continua expansión de su área de influencia. La conquista romana de Carpetania tuvo como propósito inicial la protección de sus ricos territorios en el sur peninsular; primero se buscó establecer una línea defensiva en el río Tajo para luego eliminar la amenaza de la expansión celtíbera sobre el oriente del territorio carpetano.
La conquista necesitó un relativamente breve espacio de tiempo: los 14 años que transcurrieron entre 193 y 179 a. C. dando la impresión de ser una empresa relativamente fácil para los romanos. La lucha se desarrolló en la zona sur de Carpetania, no registrándose al norte del río Tajo ni presentando resistencia los habitantes de esta parte, quizá por las pérdidas sufridas tras su participación en los combates del sur. En las batallas participaron ejércitos vetones, vacceos y, sobre todo, celtíberos. Fue la falta de ayuda de estos últimos lo que provocó finalmente la rendición de Cértima así como la alianza del caudillo Thurro con los romanos tras la caída de la última ciudad carpetana resistente: Alce. Tras los tratados de Graco y la integración de los carpetanos en la esfera romana —probablemente mediante un tratado de Amicitia— la Carpetania se convirtió en una parte leal y segura de la Hispania romana dándose la situación inusual en el proceso de conquista romana de que estos permitiesen la pervivencia de los grandes recintos fortificados indígenas en la región y les concediesen una relativa independencia; probablemente para protegerse de los ataques de tribus vecinas como los lusitanos. Su conquista se desarrolló en cuatro campañas:
193-192 a. C.: Marco Fulvio Nobilior, gobernador de la provincia Ulterior se dirigió desde la Betica hacia el Tajo con el propósito de controlar Toletum y sus vados sobre el río derrotando junto a la ciudad a una coalición de tribus meseteñas: vacceos, vetones y carpetanos, estos últimos citados como celtíberos, consiguiendo durante la batalla capturar vivo a su líder, el Rex Hilernus. La victoria de los romanos tuvo que ser ajustada ya que no se logró tomar la ciudad. Por este motivo, en el siguiente año de 192 a. C. Nobilior insistió en lo que era el primer objetivo romano en Carpetania y volvió a realizar otra campaña contra Toletum; así, tras tomar los oppida oretanos de Nobila y Cusibi, alcanzó nuevamente la ciudad junto al Tajo, a la que puso cerco. En esta ocasión, solo los cercanos vetones acudieron en su ayuda intentando romper el asedio, siendo rechazados por los romanos quienes finalmente consiguieron conquistar la población y lograron un importante hito en el proceso de conquista.
186–185 a. C.: Lucio Quintio Crispino, pretor de la provincia Citerior y Cayo Calpurnio Pisón, de la Ulterior, llevaron a cabo una nueva campaña para consolidar la línea defensiva en el Tajo. Ambos pretores, tras invernar en la Bética, concentraron de manera combinada sus ejércitos en la Beturia y lucharon contra un ejército indígena cerca de la población de Dipo (en las inmediaciones de la actual Guadajira) donde sufrieron una derrota en la que perdieron 5000 hombres, aunque el ejército hispano, tras su victoria, se retiró a un territorio junto al Tajo.
Tras reorganizar sus ejércitos reclutando auxiliares en las poblaciones aliadas, persiguieron al ejército hispano hasta encontrarlo en sus posiciones cerca del río donde, tras cruzar este, consiguieron derrotarlo y asaltar su campamento. De un total de 35 000 hombres, solo lograron sobrevivir 4000, de los que una gran parte se refugió en un monte cercano.
181 a. C.: Quinto Fulvio Flaco, gobernador de la Citerior, tras serle aumentados sus efectivos hasta un total de dos legiones (el doble de lo habitual), se desplazó en la primavera desde Carthago Nova y acometió una nueva campaña en territorio carpetano en el que primeramente estableció su campamento junto a la ciudad de Aebura, que ocupó sin lucha y donde dejó una pequeña guarnición. Tras unos días, un ejército celtíbero de 35 000 hombres acampó cerca de él para presentarle batalla, que tras varios días de inactividad comenzó con un ataque romano al campamento enemigo y una cruenta lucha en la que los romanos obtuvieron la victoria y los restos del ejército celtíbero emprendieron la huida. Las pérdidas en ambos ejércitos fueron similares en porcentaje, un treinta por ciento de los efectivos: los romanos perdieron 3400 hombres de un total de 10 000 y los celtíberos 23 000 de un total de 35 000
Tras esta sangrienta victoria, Flaco dejó en Aebura a los heridos y atravesó con su ejército el territorio de los carpetanos hasta llegar a su importante oppida de Contrebia Carbica —situado en su extremo este junto al territorio celtíbero— al que puso cerco. Debido a que los ejércitos romanos estaban atravesando el territorio, los habitantes de la ciudad no pudieron pedir auxilio a las gentes de la Carpetania y decidieron solicitarlo a los celtíberos quienes, con todo, no pudieron llegar a tiempo de socorrerla por causa de las lluvias torrenciales. Ante la falta de ayuda, la población acabó rindiéndose a Flaco, quien introdujo su ejército en la ciudad por el mal tiempo reinante, lo que causó que al llegar finalmente el contingente celtíbero, estos, al no ver campamento romano, se acercasen confiadamente a la ciudad y sufrieran grandes pérdidas ante la salida sorpresiva de los romanos.
179 a. C.: Tiberio Sempronio Graco, pretor de la Citerior, acometió el sometimiento final de Carpetania y actuó en su zona suroriental, que para entonces debía hallarse en una especie de protectorado celtíbero.
Graco estableció su campamento junto a las poblaciones de Cértima y Alce, cerca de las cuales se había establecido un campamento celtíbero al que los habitantes de Cértima solicitaron ayuda para hacer frente al ataque romano. Los celtíberos rechazaron auxiliarla por lo que la ciudad pactó su rendición a cambio de un tributo y colaboración militar.
Tras someter esta ciudad, los romanos consiguieron aniquilar al contingente celtíbero tras atraerlo a su campamento mediante una estratagema; efectuaron después una campaña devastando el territorio celtíbero limítrofe y acometieron finalmente el asalto de Alce que tras una dura resistencia tuvo que rendirse. En esta ciudad, Graco capturó a los hijos de Thurro, un régulo carpetano, quien acordó con él unirse a los romanos contra sus antiguos aliados celtíberos.
Tras estas victorias continuó su campaña por la Celtiberia que finalizó con la pacificación de la zona y la firma de unos pactos que permitieron un cuarto siglo de paz, la cual no se vio interrumpida hasta el 154 a. C. con las acciones que desencadenaron la segunda guerra celtíbera.
La integración final de Carpetania en el mundo romano con el citado tratado de "Amicitia” hizo que los carpetanos fueran considerados objetivo de ataques y robos por las tribus vecinas, por lo que en 151 a. C. Lucio Licinio Lúculo atacó la ciudad de Cauca aduciendo venir en auxilio de los carpetanos, quienes habían sido atacados por los vacceos.

### Guerras lusitanas

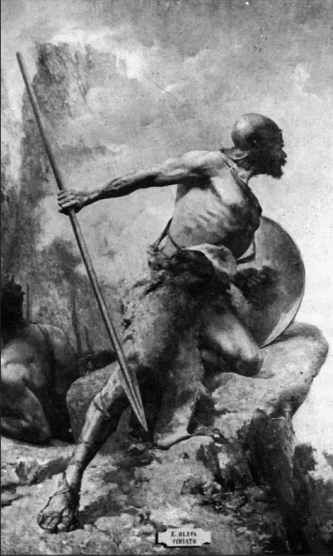
Viriato, caudillo lusitano, saqueó varias veces el territorio carpetano durante su lucha contra los romanos.

Durante las guerras lusitanas (155-146 a. C.) la Carpetania, por la fertilidad de su terreno y su naturaleza de fiel aliado de los romanos, fue objeto de varias razias por parte de Viriato. En el 147 a. C., tras derrotar en la Bética al ejército de Cayo Vetilio, el caudillo lusitano saqueó las tierras carpetanas hasta la llegada el siguiente año 146 a. C. de Cayo Plaucio con 10 000 soldados y 1300 jinetes. Viriato venció también a Plaucio y estableció su campamento en el denominado "Monte de Venus", identificado con la actual Sierra de San Vicente. Desde este campamento dominó el área carpetana imponiendo tributo sobre las cosechas y destruyéndoselas a los que se negaban a pagar.
Ese mismo año, Viriato también realizó varios ataques contra los habitantes de Segóbriga. Envió a parte de sus soldados a robarles el ganado y estos al huir perseguidos por los segobrigenses fueron conducidos a una trampa en la que el líder lusitano acabó con ellos. Posteriormente, simuló que se retiraba y luego volvió sobre sus pasos para atacarlos aprovechando que estaban ocupados en los funerales de los caídos durante el ataque anterior.
En el año 139 a. C., el cónsul Quinto Servilio Cepión  rompió la tregua acordada con Viriato algunos años antes y capturó la ciudad de Arsa; el caudillo lusitano, cogido por sorpresa en la Beturia, huyó a la Carpetania destruyéndolo todo a su paso y siendo perseguido por los romanos que, aunque consiguieron darle alcance, no pudieron evitar que los lusitanos huyesen por un desfiladero.
Algún autor ha estimado que Viriato intentó encontrar aliados en el área carpetana aunque fuese a la fuerza, pero de la información que nos transmiten las fuentes clásicas se puede concluir que ninguna población de Carpetania se unió a Viriato ni el caudillo lusitano pudo reclutar hombres en este territorio; antes bien, parece que los carpetanos se alinearon voluntariamente con los romanos permitiendo la instalación en su territorio de cuarteles de invierno en el 135 a. C., probablemente agradecidos por el apoyo romano frente a las correrías de vacceos y lusitanos.

### Guerras Sertorianas

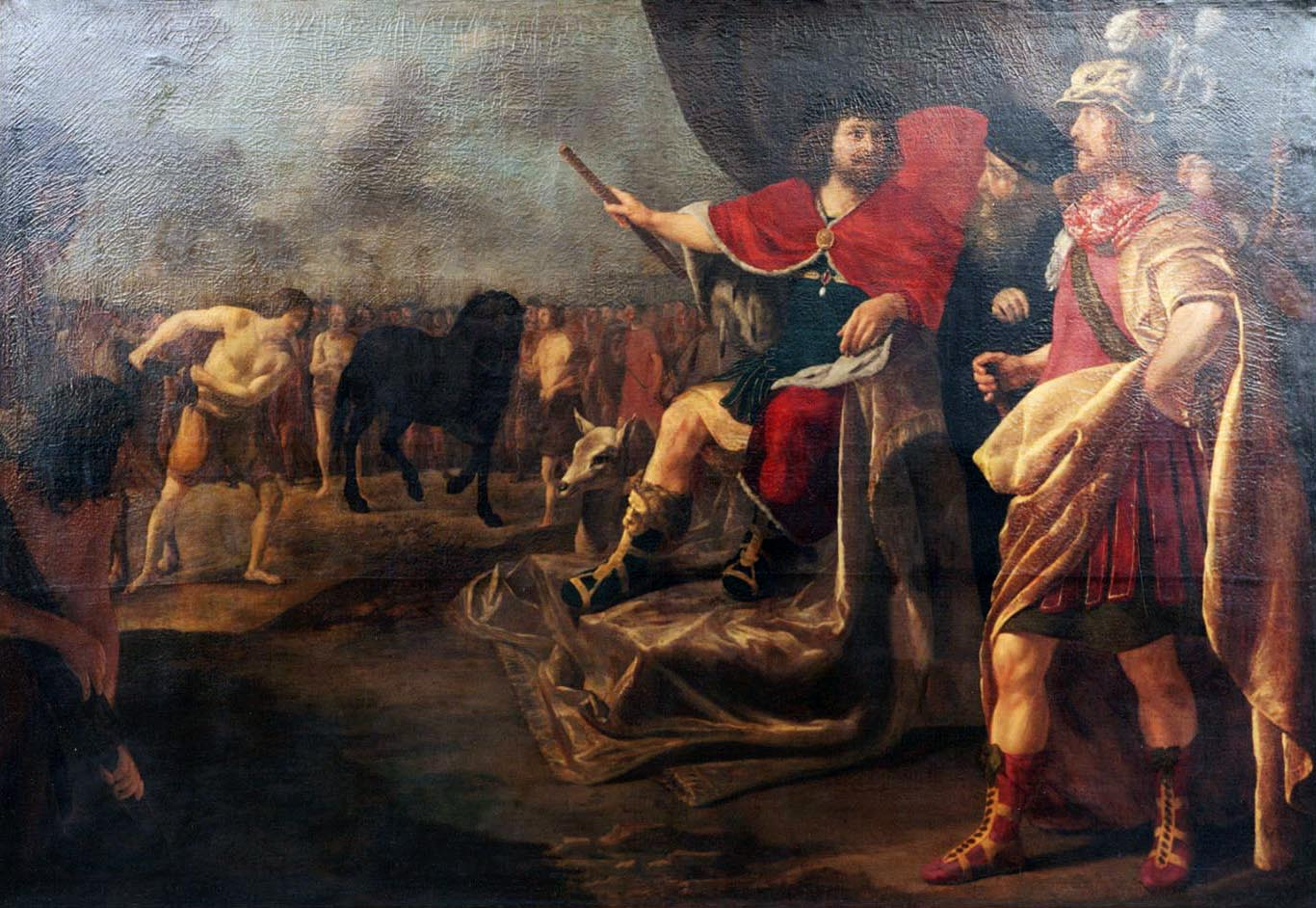
Quinto Sertorio (en un cuadro de Gerard van Kuijl, 1638). El pretor romano de Hispania se negó a aceptar la autoridad de
Sila y el partido optimate encabezando en su territorio la resistencia de los populares.

Tras la muerte de Viriato y la toma de Numancia en el 133 a. C., un periodo de paz se abrió en el territorio carpetano hasta que el inicio de las Guerras Sertorianas, seis décadas más tarde, devolvió la inestabilidad a la zona.
Durante los ocho años de esta guerra civil romana, la Carpetania se mantuvo del lado optimate al contrario que sus vecinos celtíberos que se inclinaron por el partido sertoriano; transmitiéndonos las fuentes clásicas únicamente ataques de las tropas sertorianas contra poblaciones carpetanas. Estos años tuvieron que ser una época convulsa ya que son varios los  “tesorillos” ocultos que la arqueología ha encontrado en la zona.
En el 79 a. C. Lucio Hirtuleyo, lugarteniente de Sertorio, entrando desde la provincia ulterior, se enfrentó con éxito junto al río Guadiana a las tropas optimates al mando de Domicio Calvino, gobernador de la citerior, quien cayó en la batalla; posteriormente puso cerco y bloqueó la ciudad de Consabura que mantuvo una tenaz resistencia sin entregarse a las tropas sertorianas.
El siguiente año, 77 a. C., Las tropas sertorianas continuaron con sus intentos de dominio del área carpetana para poder enlazar sus bases en el norte con los territorios meridionales de la península que les eran favorables. Tras desfavorables combates contra las tropas de Metelo, Sertorio se retiró hacia el este peninsular estableciendo un campamento cerca de la población de Caraca, la cual contaba con un sistema defensivo basado en cuevas donde se refugiaron los habitantes ante los ataques de las tropas sertorianas. Ante la dificultad de atacarlos en sus refugios, Sertorio colocó montones de fina tierra en sus entradas para llenarlos de polvo aprovechando los fuertes vientos y consiguió que, tras dos días, los caracitanos se rindiesen cegados y ahogados por el aire polvoriento que inundó sus cuevas.
Tras este episodio, las tropas sertorianas pusieron cerco al importante oppida carpetano de Contrebia Carbica que resistió cuarenta y cuatro días de asedio. Sertorio consiguió derribar una de sus torres por lo que los habitantes pidieron a sus líderes que rindiesen la ciudad. El romano, tras exigirles dinero y quitarles sus armas, hizo ejecutar a todos los tránsfugas (íberos, mayoritariamente) de su bando que se habían refugiado en esta población.
Posteriormente, en el 74 a. C., la población de Segóbriga es mencionada de nuevo como filosertoriana al apoderarse Metelo de varias ciudades de los celtíberos. Esto, unido al hecho del simultáneo abandono de la vecina Contrebia Carbica, se ha interpretado en el sentido de que, tras la toma de esta ciudad, Sertorio decidió un reparto de tierras y repoblación de la zona, centrada en Segóbriga, a favor de sus partidarios celtíberos y a costa de los habitantes carpetanos, lo que haría que posteriormente se definiese a esta población como “Caput Celtiberiae” (inicio de la celtiberia).

## Restos arqueológicos
La arqueología ha desenterrado bastantes poblados carpetanos, algunos de los cuales han sido acondicionados para su visita. Entre ellos son de destacar:
- Miralrío (Rivas-Vaciamadrid):[173]

Se trata de los restos de un poblado ocupado entre los siglos IV y II a. C. que se han acondicionado para su visita por parte del público, siendo de destacar la reconstrucción de una vivienda carpetana.
- Dehesa de la Oliva (Patones):[174]

Gran poblamiento carpetano-romano amurallado de unas 30 hectáreas del que se puede apreciar su configuración urbana, edificios públicos, abundantes hornos y hogares, así como una alberca. También ha sido acondicionado para su visita por el público.
- Cerro de la Gavia (Villa de Vallecas):

Población amurallada situada en un promontorio de difícil acceso junto al arroyo de las Barranquillas que por los restos recogidos tuvo que tener una importante actividad comercial.
- Segóbriga[176] (Saelices):

Se trata un importante yacimiento aunque la parte prerromana descubierta es escasa y descubierta en contextos arqueológicos posteriores.
- Llano de la Horca[177] (Santorcaz):

Importante oppidum de unas 14 hectáreas que fue abandonado en el siglo I a. C., lo que ha posibilitado la recuperación de un importante ajuar doméstico exhibido actualmente en museos.
- Fosos de Bayona[178] (Villas Viejas-Huete):

Son los restos de la histórica población de Contrebia Carbica, que contaba con tres murallas y varios torreones.
- Plaza de Moros (Villatobas):[179][180]

Se trata de un poblamiento establecido para aprovechar las ventajas defensivas de un espolón. Fue objeto de destrucción por fuego en el siglo III a. C.
Por otro lado, piezas importantes recuperadas de los carpetanos, tales como la Pátera de Titulcia, el Bronce de Santorcaz o el Relieve de Illescas, pueden ser contempladas en el Museo Arqueológico Regional (Alcalá de Henares) o en el Museo de Santa Cruz (Toledo).